# Inna Yevseyeva
Inna Yevseyeva (Ucrania, 14 de agosto de 1964) es una atleta del Equipo Unificado retirada especializada en la prueba de 800 m, en la que consiguió ser subcampeona europea en pista cubierta en 1992.

## Carrera deportiva
En el Campeonato Europeo de Atletismo en Pista Cubierta de 1992 ganó la medalla de plata en los 800 metros, con un tiempo de 2:00.26 segundos, tras la rumana Ella Kovacs  y por delante de su compañera de equipo Yelena Afanasyeva.